# بخش‌آباد (قائنات)
بخش آباد روستایی در دهستان مهیار بخش مرکزی شهرستان قائنات استان خراسان جنوبی ایران است.